# 東京一極集中
東京一極集中，指的是日本的政治、經濟、文化、人口以及社會資源和活動過度集中于東京都及其周邊縣的問題。總人口達3,700萬，也因此引發了嚴重的問題。如一旦關東地方發生大地震，其損失與影響都將難以估量；而最嚴重的問題是高人口密度造成的高壓力，而造成少子化問題。

## 人、财、物的集中

### 人口
二战结束后，特别是日本进入高度成长期以来，人口从地方大量流向东京都市圈，二十世纪五十年代上半叶净迁入147万人、下半叶净迁入156万人，六十年代日本进入高度成长期，上半叶东京都市圈净迁入186万人、下半叶净迁入136万人。即在二十世纪六十年代首都圈人口增长有一半是人口从地方净迁入造成的。

### 经济集中
东京都经济最大的特点是总部经济，东京都所拥有的世界五百强企业总部数量全球第四，而总部集中程度更甚，根据金融时报2015年的报告，进入全球企业市值前500的日本企业，有四分之三把总部设置在东京。
- 东京都政府通过公司税和营业税所征收的地方税占全国同类地方税金额的25%，但是东京都只创造了日本17%的国内生产总值。[4]
- 1981年到1996年，东京圈的金融保险从业者占全国数量的比重从31.7%上升到35.2%[5]
- 二十世纪九十年代初，东京都的银行所贷出款项占所有银行贷款余额的44.6%、股票交易量的69.9%和票据清算量的84.1%[6]

| 年份     | 年份     | 1975     | 1975     | 1980     | 1980     | 1985     | 1985     | 1988     | 1988     |
| -------- | -------- | -------- | -------- | -------- | -------- | -------- | -------- | -------- | -------- |
| 银行类型 | 银行类型 | 全国银行 | 都市银行 | 全国银行 | 都市银行 | 全国银行 | 都市银行 | 全国银行 | 都市银行 |
| 存款额   | 首都圈   | 44.0     | 56.6     | 44.2     | 59.0     | 45.6     | 60.7     | 48.8     | 63.9     |
| 存款额   | 东京     | 34.4     | 46.8     | 33.8     | 48.2     | 35.3     | 49.7     | 38.4     | 52.9     |
| 贷款额   | 首都圈   | 49.3     | 60.6     | 49.9     | 61.5     | 53.7     | 63.5     | 56.7     | 65.3     |
| 贷款额   | 东京     | 43.2     | 53.8     | 43.3     | 54.6     | 47.5     | 56.8     | 49.5     | 57.3     |

## 原因

### 媒體
日本拥有世界独有的核心局制度，位于地方的非核心局电视台甚至不能自行编排全国性节目，核心局掌握着全国性节目的生杀大权，这留给日本国民一种“流行时尚都是核心局在播，地方电视台只报道传统文化和黑社会火拼体裁”的印象。

### 经济
1940年，在与德意签订钢铁条约之后，日本进入了总体战体制，生活物资开始进行配给。虽然1949年道奇计划中收紧银根和放开进出口的要求结束了由吉田茂政府创设的倾斜生产方式，但经济官僚仍可透过产业政策等对产业进行强有力干预，此等带有战时遗风的制度被经济学者野口悠纪雄称为“1940年体制”，此外二战后大量生产体系的创立使得官僚协调工业生产较为容易。以上这导致了公司总部在东京的集中。
- 20世纪60年代末，美国总统候选人尼克松为了吸引北卡罗来纳州纺织从业者的选票，承诺对日本纺织品的进口施加限制。尼克松当选后，尽管众议院通过了一项进口限制法案，但他不愿冒违反关贸总协定的风险批准法案，只好向佐藤荣作进行交涉（日语：日米繊維交渉），以归还冲绳主权作为交换，要求日本政府自行限制纤维制品出口。[10]借日美纺织品贸易冲突的理由，通产省责令纺织业界的总部和行会搬迁到东京（日本纺织协会（日语：日本紡績協会）没有搬迁，但在1970年，纤维制品业界还是在东京设立日本纤维产业联盟（日语：繊維製品関連の業界団体の一覧））。“产业协会和总部迁往东京”这一要求实则来自通产省的高级官僚，譬如时任通产省纤维局局长的三宅幸夫（日语：三宅幸夫）说：

|              | 大阪比起美国更是敌人，你们产业协会的总部不搬来东京，我们政府就不和美国谈判。 「敵はアメリカより大阪、業界団体の本部が東京にこない限り対米交渉はできない」 |
| ——三宅幸夫， | |

- 由于日本企业相当地依赖间接金融（英语：Indirect finance），银行业在日本经济高成长期担任重要作用[12]。1946年11月，日本全国银行协会（日本）（日语：全国銀行協会）第二任会长万代顺四郎（日语：万代順四郎）卸任后，日本银行界在继任者问题上达成一致，总行在东京的银行的管理层将轮流担任协会会长。[13]

## 后果
- 在东京的红色区域中，多数建筑是木造住宅，且密度超过每公顷55栋。这种区域被称为木造住宅密集地域（日语：木造住宅密集地域），火灾隐患大，且基础设施匮乏。
- 作为奥运会配套工程的首都高建设时来不及征地，只好利用日本橋川的河道。高架路为了让出河道行洪，遮住了日本桥。[14]

### 过密
田中角荣在《日本列岛改造论》里说，发生火灾，只需五小时，住宅过于密集的街区即会烧成白地。1979年欧共体曾出具一则对日经济竞争报告，文中直言日本人是“住在兔子笼里(的经济动物)”。
而至于由于人口流入过多导致的上下班高峰期电车极端拥挤的问题，尽管各大铁路公司大量投资改善线路以舒缓拥挤，但效果远未令人满意。

### 老龄化
在1988年，东京都23区有17.9%的出租屋不承租带小孩的住户，还有26.2%的住房仅限独身者入住。

## 对策史

### 田中角荣政府
1972年6月自民党总裁选举前夕，尚为通商产业大臣的田中角荣提出自己缓和大都市的都市病的竞选纲领，即《日本列岛改造论》。他主张应该以交通基础设施为基干改造日本，建立以东京为中心的“一日经济圈”，借新干线使全国据点都市和东京间的移动时间在1-3小时之间。
这项政策甫一实施，就遭遇了第一次石油危机，国内物价疯涨，彼时田中角荣在党内的政敌福田赳夫借此机会发难，田中角荣不得已只能任命他为藏相(财政部长)，福田赳夫遂大大缩减了政策。

### 图书
- （日語）堺屋太一. . PHP研究所. 1992  [2023-06-14]. ISBN 9784569564555. （原始内容存档于2023-06-24） （日语）.
- （日語）堺屋太一. . 文藝春秋. 2005  [2023-06-14]. ISBN 9784163673202. （原始内容存档于2023-06-24） （日语）.
- （日語）東京自治研究センター. . 第一書林. 1995  [2023-06-17]. ISBN 9784886461049. （原始内容存档于2023-06-17） （日语）.
- （日語）田中角榮. . 日刊工業新聞社. 1972  [2023-06-15]. （原始内容存档于2023-06-24） （日语）.
- （日語）内閣府. . 日経印刷. 2012  [2023-06-17]. ISBN 9784905427018. （原始内容存档于2023-06-17） （日语）.
- （日語）銀行協会20年史編纂室. . 中央公論事業出版. 1965  [2023-07-02]. doi:10.11501/9545097. （原始内容存档于2023-07-02）. 21 年から 22 年にかけては、銀行界首脳部にも大きな異動があり、 21 年 11 月、万代会長辞任のあとは会長に誰がなるかが問題となった。当時の銀行界首脳部の一致した意見は、会長は東京に本店をおく普通銀行の首脳者であるべきこと、会長は持ち回りとすることであった。
- （日語）福井縣. . 1996  [2023-07-02]. ISBN 9784938772062. doi:10.11501/9541070. （原始内容存档于2023-07-02）.
- （日語）福田泰雄. . 東京: 同文舘出版. 1993  [2023-07-02]. ISBN 9784495428716. （原始内容存档于2023-07-02）.
- （日語）オフィステクスト; 三菱総合研究所. . 東京: かんき出版. 2009. ISBN 9784761266189.
- （日語）飯盛信男. . 九州大学出版会. 2001. ISBN 978-4-87378-663-6.

### 期刊
- （日語）. 週刊エコノミスト (毎日新聞社). 1991, 69 (38-47)  [2023-06-17]. ISSN 0013-0621.
- （日語）石井雄二. . 阪南論集 社会科学編. 1997, 32 (4)  [2023-12-04]. （原始内容存档于2023-12-04）.
- （日語）新井益洋; 石田孝造; 桜本光; 清水雅彦. . Input-Output Analysis (環太平洋産業連関分析学会). 1994, 5 (1): 57–69  [2024-03-12]. ISSN 1341-9803. doi:10.11107/papaios.5.57. （原始内容存档于2024-03-12）.

### 线上来源
- （日語）松本治人. . 日経BizGate. 2022-09-02  [2023-11-17]. （原始内容存档于2023-11-17） （日语）.
- （日語）. 四国新闻（日语：四国新聞）. 2007-10-22  [2023-06-27]. （原始内容存档于2021-02-21） –www.shikoku-np.co.jp.
- （日語）国土政策局.  (PDF). 国土交通省. 2019-12-06  [2023-06-27]. （原始内容存档 (PDF)于2020-07-23） –www.mlit.go.jp.
- （日語）丸山淳一. . 读卖新闻. 2018-09-13  [2023-09-01]. （原始内容存档于2023-05-20）.
- （繁體中文）. 民報 PeopleNews. 2018-01-01  [2023-11-18]. （原始内容存档于2023-11-18） （中文）.
- （日語）中丸謙一朗. . 2017-11-22  [2024-03-19]. （原始内容存档于2024-03-18）.

## 外部連結
- 東京マスコミの偏向報道 （页面存档备份，存于）（旧サイト）
- アンチ東京（アンチ在京マスコミ）～地方民のblog～
- 東京マスコミの偏向報道を考えよう （页面存档备份，存于）